# HMS Forfar (F30)
«Форфар» (англ. HMS Forfar (F30) — канадське/британське пасажирське судно-океанський лайнер, побудований компанією Fairfield Shipbuilding and Engineering Company у Говані на замовлення компанії CP Ships, як SS Montrose. На початку Другої світової війни реквізовано Британським адміралтейством і перетворене на допоміжний крейсер Королівського флоту Великої Британії, отримавши назву HMS Forfar. 2 грудня 1940 року біля ірландського узбережжя затоплений торпедною атакою німецького підводного човна U-99.

## Історія служби
4 вересня 1939 року «Монтроуз» був реквізований Британським адміралтейством для служби в Королівському флоті у зв'язку з початком Другої світової війни і переобладнаний на допоміжний крейсер. 6 листопада 1939 року переобладнання колишнього океанського лайнера було завершено, і його було зараховано на службу в Королівський флот як HMS Forfar (F30).
2 грудня 1940 року «Форфар», який діяв у складі Північного патруля, прямував від конвою HX 90 до конвою OB 251 і знаходився приблизно в 500 морських милях на захід від Ірландії. О 05:46 допоміжний крейсер був торпедований і потоплений німецьким підводним човном U-99 під командуванням корветтен-капітана О. Кречмера. Тридцять шість офіцерів, у тому числі капітан корабля, Норман Артур Сіріл Харді, і 136 осіб загинули. Уцілілих врятували есмінець Королівського канадського флоту «Сен-Лорен», британський есмінець «Віконт» та британський вантажний пароплав Dursley. Врятованих висадили в ірландському Обані.